# Partito Comunista del Nepal (2013)
Il Partito Comunista del Nepal (in lingua nepalese: नेपाल कम्युनिष्ट पार्टी) è un partito comunista del Nepal fondato nell'aprile 2013 dalla fusione del Partito Comunista del Nepal (unificato), il Partito Comunista Marxista-Leninista del Nepal (Samajbadi), il Partito Comunista del Nepal (marxista unito) e il Partito Comunista Marxista del Nepal. Prende il nome dallo storico Partito Comunista del Nepal, ma dal punto di vista legale non è un suo erede diretto.
Rishi Kattel è il segretario del Partito; Jagat Bahadur Bogati e Lok Narayan Subedi sono co-segretari; Haridev Gyawali, Ram Bahadur Bhandari e Tanka Rai sono vice-segretari.
Nel maggio 2013 il Partito è stato registrato alla Commissione Elettorale dell'Assemblea Costituente Nepalese. Alle elezioni ha presentato 60 candidati.